# ななつぼし
ななつぼしは、イネの品種の一つ。北海道のブランド米とされる。星がきれいに見える北海道で生まれた米として、北斗七星のように輝いてほしいとの願いが込められている。
北海道岩見沢市にある北海道立中央農業試験場（現・北海道立総合研究機構農業研究本部中央農業試験場）が育成した。「空育163号」の系統番号で試験され、2001年に北海道の優良品種として採用された。北海道空知管内産の良食味米である。ほどよい甘みがあって味のバランスが良く、冷めてもおいしいことから、弁当や寿司にも向く。「米の食味ランキング」では、2010年産から8年連続で特Aを獲得している。
長所としては「ほしのゆめ」並の良食味で、穂ばらみ期の耐冷性が強く、収量性はやや高い。短所は耐倒伏性に劣り、割れ籾がやや多く、いもち病抵抗性が不十分である。  
- 交配組合せ：ひとめぼれ／空系90242A//空育150号,あきほ

2008年（平成20年）にきらら397から北海道内での作付面積トップの座を奪い、以後道内での作付面積トップの座を守り続けている。2018年（平成30年）現在の道内での作付面積は46,926haで、道内全体に占めるシェアは47.7%と、全体の約半分を占める。道外での認知度も高く、平成29年の三大都市圏での北海道銘柄米の認知度調査では、「ゆめぴりか」に次ぐ76％となっている。
一等米でタンパク含有率が6.8％以下などの基準を満たしたプレミアム米を、「㐂ななつぼし」（よろこびななつぼし）として販売している。また、年間を通して均一の食味を維持するため、低アミロース米「あやひめ」とのブレンド米を「げんきぼし」のブランドで販売している。

## テレビCM
「マツコ、食べる篇」（2014年）
出演：マツコ・デラックス
「リリー・フランキーさん、大丈夫。篇」（2019年1月）
出演：マツコ・デラックス、リリー・フランキー